# Jaap ter Linden
Jaap ter Linden (Rotterdam, 10 april 1947) is een Nederlandse cello- en viola da gambaspeler en dirigent. Hij legt zich toe op muziek uit de barok- en klassieke stijlperiodes gespeeld op authentieke instrumenten. 
Kort na zijn studies aan het Koninklijk Conservatorium in Den Haag richtte hij samen met Ton Koopman het ensemble Musica da Camera op. Hij speelde daarna cello in Musica Antiqua Köln, The English Concert en The Amsterdam Baroque Orchestra van Ton Koopman, en maakte vele muziekopnames met deze orkesten.
Tot zijn uitgebreide discografie behoren nog onder meer solo-opnames van de cellosuites van J.S. Bach en kamermuziek met onder meer fortepianospeler Bart van Oort, klavecimbelspelers Lars Ulrik Mortensen en Richard Egarr en violisten John Holloway en Andrew Manze. 
Hij treedt ook op als dirigent, met repertoire gaande van Bach en Purcell over Mozart tot Beethoven. In 2000 richtte hij de Mozart Akademie Amsterdam op, waarmee hij alle symfonieën van Mozart heeft opgenomen voor Brilliant Classics.
Hij doceert of doceerde aan het Koninklijk Conservatorium in Den Haag en de Hochschule für Musik in Würzburg, en geeft cursussen en masterclasses in heel Europa.